# Paint and Perfidy
Paint and Perfidy è un cortometraggio muto del 1905 diretto da Lewin Fitzhamon.

## Trama
Un uomo si appoggia su un palo dipinto di fresco. Tutto sporco, minaccia un passante e gli ruba il cappotto.

## Produzione
Il film fu prodotto dalla Hepworth.

## Distribuzione
Distribuito dalla Hepworth, il film - un cortometraggio della lunghezza di 23 metri - uscì nelle sale cinematografiche britanniche nell'aprile 1905. Non si hanno altre notizie del film che si ritiene perduto, forse distrutto nel 1924 quando il produttore Cecil M. Hepworth, ormai fallito, cercò di recuperare l'argento del nitrato fondendo le pellicole.